# H-151
H-151是一种含氮有机化合物，分子式C
17H
17N
3O，可作为干扰素基因刺激蛋白（STING）的不可逆抑制剂。